# آرثر راينهارت
ارثر راينهارت (بالبولندية: Artur Reinhart)‏ (و. 1965 – م) هو مصور سينمائي، ومنتج أفلام من بولندا.

## وصلات خارجية
- آرثر راينهارت على موقع IMDb (الإنجليزية)
- آرثر راينهارت على موقع ألو سيني (الفرنسية)
- آرثر راينهارت على موقع أول موفي (الإنجليزية)
- آرثر راينهارت على موقع قاعدة بيانات الأفلام السويدية (السويدية)
- آرثر راينهارت على موقع قاعدة بيانات الفيلم (الإنجليزية)
- آرثر راينهارت على موقع كينوبويسك (الروسية)